# Meininger

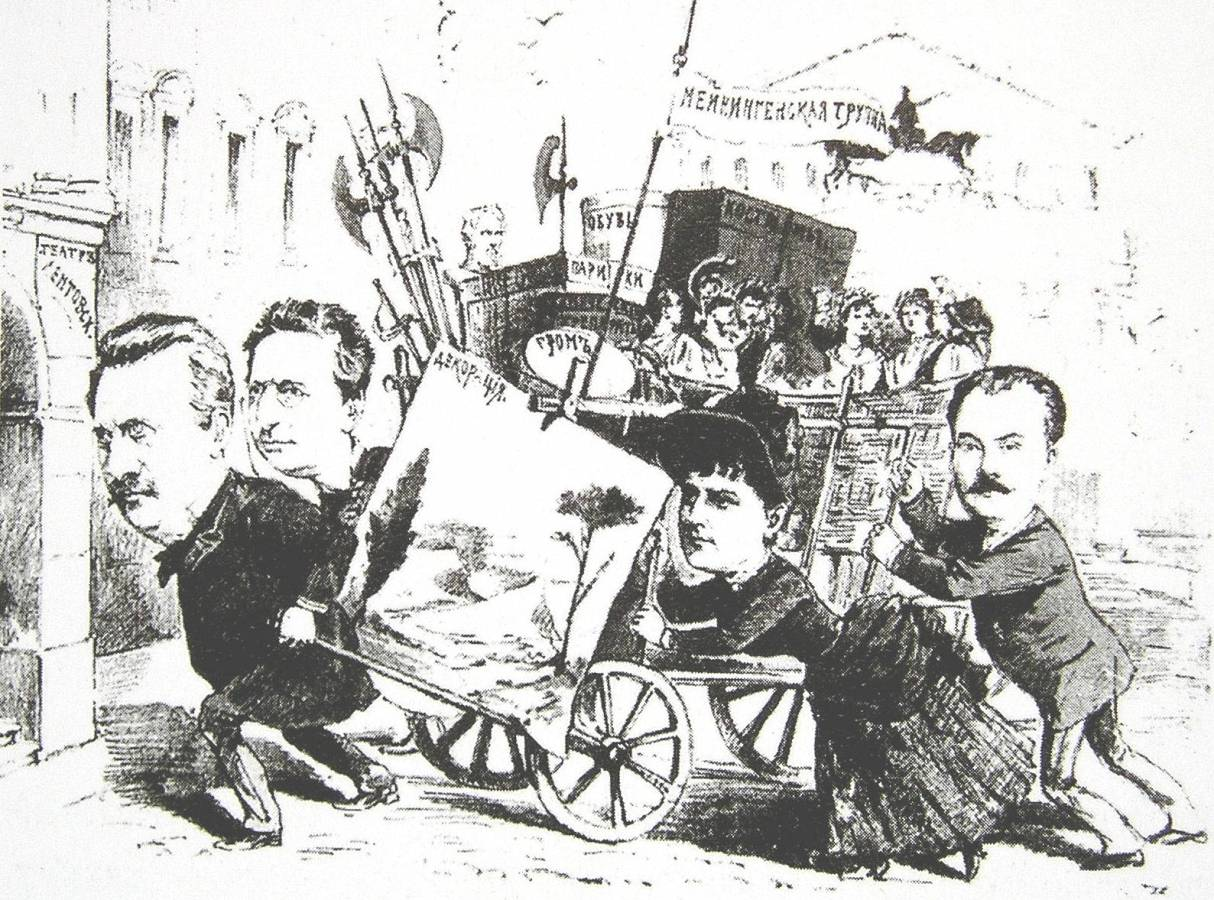
La compagnia dei Meininger mentre entra al Teatro d'Arte di Mosca (caricatura russa del 1885)

I Meininger, anche chiamati compagnia di Meiningen, furono una compagnia teatrale del ducato di Sassonia-Meiningen, che diede un importante contributo alla nascita del moderno teatro di regia.

## Storia

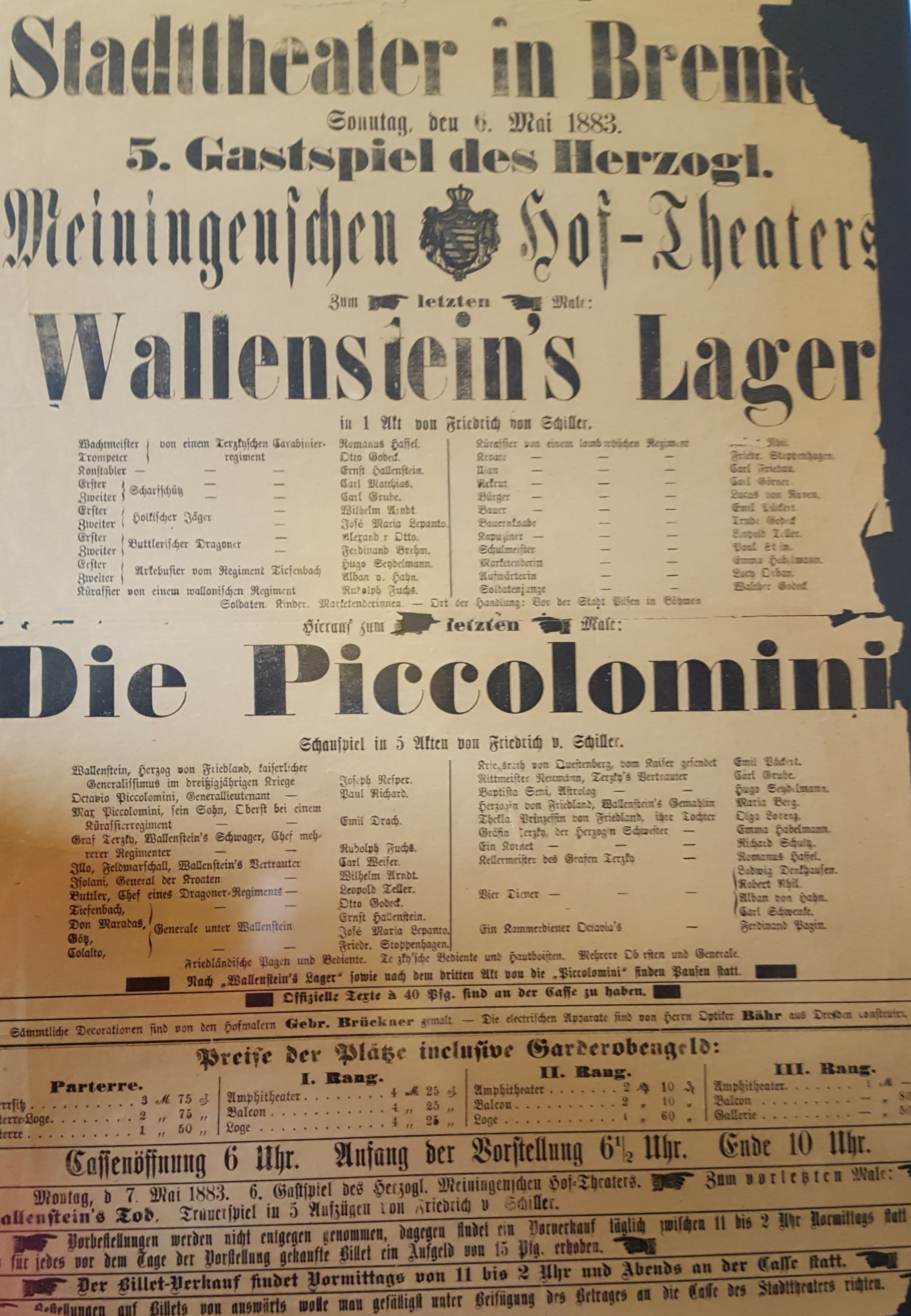
Manifesto di una doppia rappresentazione teatrale fatta dai Meininger il 6 maggio 1883 a Brema: Il campo di Wallenstein e I Piccolomini di Schiller

La compagnia, fondata nel 1860, aveva sede al Teatro di Corte di Meiningen. A partire dal 1866 il duca Giorgio II di Sassonia-Meiningen, appassionato di teatro, decise di rinnovare la compagnia e assumerne personalmente la direzione, con l'ausilio di Ludwig Chronegk, puntando soprattutto sul realismo storico delle messe in scena. Il gruppo arrivò ad avere circa settanta elementi, scelti in gran parte tra attori con ancora poca esperienza teatrale. Il duca progettava e dirigeva gli spettacoli, compresi la scenografia e i costumi, mentre non è chiaro se il ruolo di Chronegk fosse importante o di mero supporto. Dopo aver operato, nei primi anni, prevalentemente nel proprio teatro, tra il 1874 e il 1890 la compagnia effettuò un totale di 81 tournée in Europa, con circa 2 500 messe in scena di testi di Schiller, Shakespeare, Molière, Kleist, Ibsen e altri.

## Caratteristiche
A livello scenografico, ciò che più viene ricordato dei Meininger sono le messe in scena molto accurate e storicamente attendibili, con l'uso di oggetti reali, il rifiuto dei fondali dipinti e l'innovativo uso dell'illuminazione elettrica anche durante il giorno. Altra caratteristica molto apprezzata dei loro spettacoli erano le grandi scene di massa, che potevano impiegare varie decine di attori e avevano una grande potenza espressiva. Per esempio, nel Giulio Cesare di Shakespeare del 1874, al discorso di Marco Antonio assisteva una grande folla, le cui reazioni risultavano non meno interessanti del discorso stesso. I Meininger aspiravano insomma al realismo, e in questo modo resero evidente quanto fosse importante creare scene che risultassero visivamente belle, superando la concezione del teatro come semplice declamazione del testo. Una particolare attenzione era riservata alle scene di massa, non più rappresentate da una folla indistinta ma da gruppi abilmente orchestrati, ognuno dei quali recitava la propria parte indipendentemente dalla parte degli altri. Il ruolo dell'attore era improntato a una grande naturalezza, la recitazione di proscenio era proibita e gli interpreti si muovevano liberamente nel palcoscenico, non esitando a rivolgere le spalle al pubblico in momenti in cui l'azione principale era collocata sul fondo.
All'interno della compagnia, il duca teneva saldamente e severamente il controllo: le prove erano lunghe e rigorose, non erano tollerati ritardi o assenze e non era consentito ad alcuno degli attori esprimere opinioni contrarie a quanto si stava realizzando. Chi avesse osato dissentire rischiava l'immediata espulsione, anche perché in tutti gli spettacoli venivano designati due attori per ogni ruolo. Inoltre all'interno del gruppo non c'erano gerarchie e chi avesse avuto una parte importante in uno spettacolo, poteva essere una comparsa nel successivo. Il fatto che gran parte degli attori che venivano scritturati per la compagnia avesse poca esperienza teatrale non era casuale, poiché questo, unito alla severità del trattamento, garantiva al duca un collettivo controllabile, disciplinato e privo di divismi. Proprio per questo motivo, tuttavia, i Meininger non portarono alla nascita di alcun attore importante, né ad innovazioni nella tecnica recitativa. Essi sono tuttavia considerati uno snodo importante che, attraverso Montigny, Antoine, Stanislavski e altri, porterà nel secolo successivo alla nascita della regia teatrale e della recitazione moderna.